# Salsiccia di Gaia
La salsiccia di Gaia è quello che rimane di una galassia nana, la galassia salsiccia, o la salsiccia di Gaia-Encelado o Gaia-Encelado, che si fuse con la Via Lattea circa 8, 11 miliardi di anni fa. Almeno otto ammassi globulari furono aggiunti alla Via Lattea insieme a 50 miliardi di masse solari di stelle, gas e materia oscura.
La "Salsiccia di Gaia" è così chiamata per la caratteristica forma di salsiccia della popolazione nello spazio di velocità, assunta su un grafico di velocità radiale rispetto a quella azimutale e verticale delle stelle misurate nella Missione Gaia. Le stelle che si sono fuse con la Via Lattea hanno orbite molto allungate. I punti più esterni delle loro orbite sono a circa 20 kiloparsecs dal centro galattico in quella che viene chiamata "rottura dell'alone".

## Componenti
I cluster globulari della Salsiccia sono NGC 1851, NGC 1904, NGC 2298, NGC 2808 (forse il vecchio nucleo galattico), NGC 5286, NGC 6864, NGC 6779 e NGC 7089 .
Le stelle di questa nana orbitano attorno al nucleo della Via Lattea con eccentricità estreme nell'ordine di circa 0,9. La loro metallicità è anche tipicamente più alta delle altre stelle dell'alone, con molte di esse con [Fe/H] sopra -1,7 dex.
La "Salsiccia di Gaia" ha ricostruito la Via Lattea gonfiando il disco sottile per renderlo un disco spesso mentre il gas che ha portato nella Via Lattea ha innescato un nuovo giro di formazione stellare e riempito il disco sottile. I detriti della galassia nana costituiscono la maggior parte della parte ricca di metallo dell'alone galattico.